# Rose O'Salem-Town
Rose O'Salem-Town er en amerikansk stumfilm fra 1910 af D. W. Griffith.

## Medvirkende
- Dorothy West
- Clara T. Bracy
- Henry B. Walthall
- George Nichols